# Długoryjek żółtoczarny
Długoryjek żółtoczarny (Stenotus binotatus) – gatunek pluskwiaka z rodziny tasznikowatych i podrodziny Mirinae.
Ciało długości od 6 do 7 mm, o podstawowej barwie u samca żółtawej, a u samicy zielonkawożółtej. Na 
przedpleczu i półpokrywach ciemne znaki, które u samicy są silnie zredukowane.
Owad ten preferuje siedliska otwarte i suche. Żeruje na roślinach zielnych i trawach.
Zasiedla Palearktykę, Nearktykę i krainę australijską. W Europie znany z większości krajów, w tym z Polski. Niepewne dane pochodzą z krainy etiopskiej.